# Ludwig Elster
Ludwig Hermann Alexander Elster (født 26. marts 1856 i Frankfurt a. M., død 30. december 1935 i Jena) var en tysk socialøkonom, bror til Ernst Elster.
Elster blev 1883 ekstraordinær professor i statsvidenskaber i Königsberg, 1887 ordentlig professor i Breslau samt 1907 gehejmeregeringsråd og foredragende råd i det pressiske kultusministerium. Han udgav 1887-1900 samlingen Staatswissenschaftliche Studien (6 bind), var 1891-97 medredaktør af månedsskriftet Jahrbücher für Nationalökonomie und Statistik og har sammen med Johannes Conrad, Wilhelm Lexis og Edgar Loening redigeret den monumentale Handwörterbuch der Staatswissenschaften (6 bind, 1890-97; 3. omarbejdede udgave i 8 bind, 1908-11), i hvilken han har skrevet blandt andet om arbejder- og befolkningsspørgsmål; alene har han redigeret den fortræffelige, mindre håndbog Wörterbuch der Volkswirtschaft (2 bind, 1898; 3. udgave 1911). Af bøger har han blandt andet skrevet Die Lebensversicherung in Deutschland (1880) og Die Postsparkassen (1881).